# Vera T. Sós

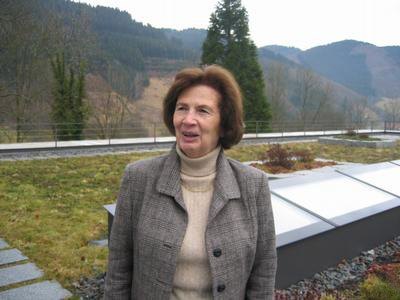
Vera Sós in Oberwolfach, 2008

Vera Turán Sós (* 11. September 1930 in Budapest; † 22. März 2023) war eine ungarische Mathematikerin, die sich vor allem mit Graphentheorie, Kombinatorik und Zahlentheorie beschäftigte.

## Biografie

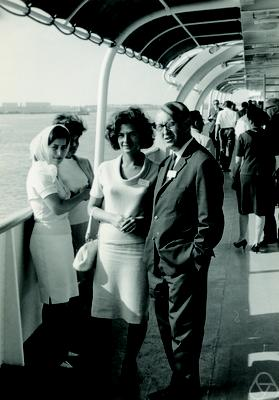
Vera Sós und Pál Turán (1966 in Moskau)

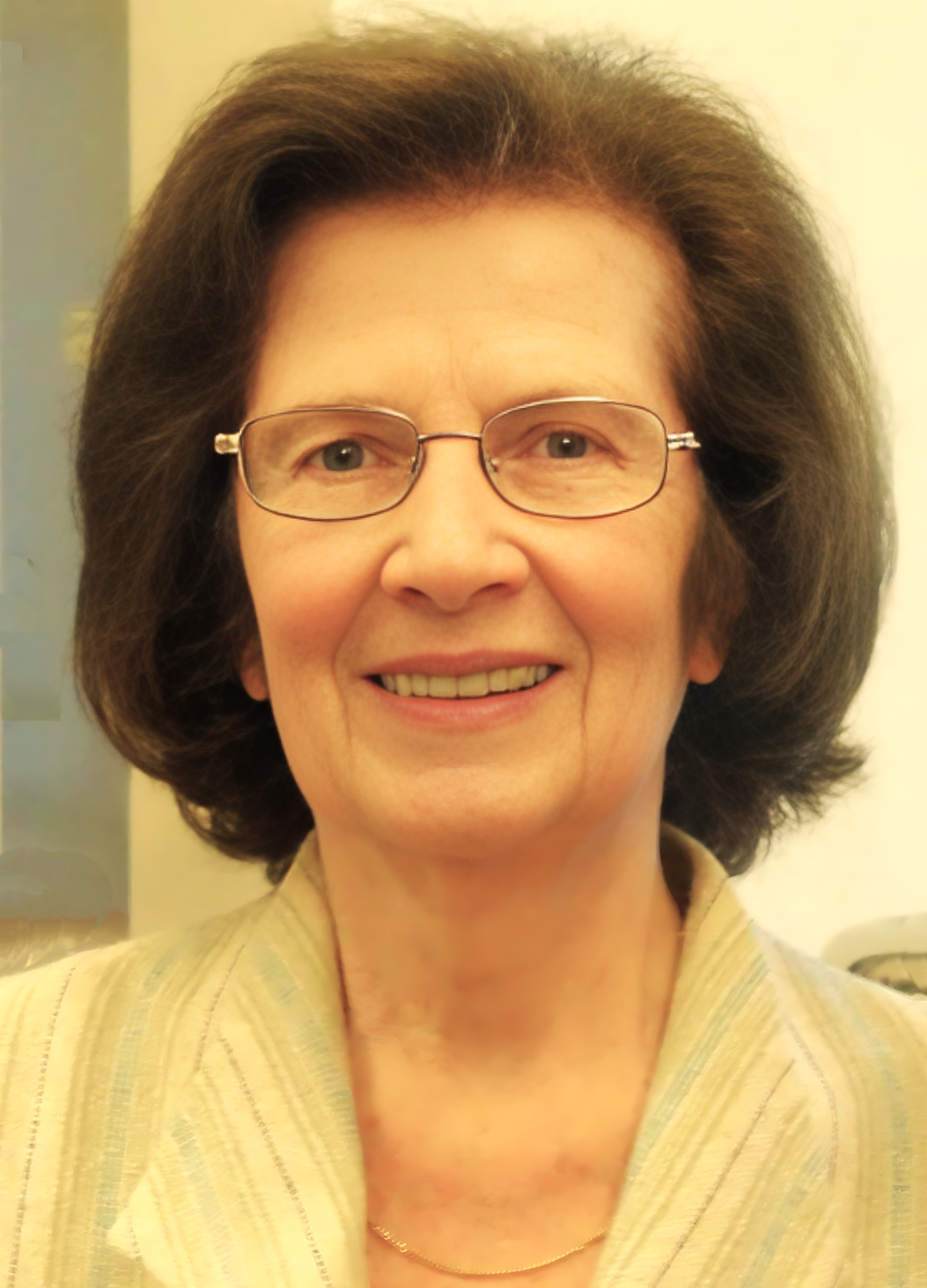
Vera Sós, 2015

Nach Abschluss des Gymnasiums, auf dem sie von Tibor Gallai unterrichtet worden war, studierte Sós an der Loránd-Eötvös-Universität bei Paul Erdős und Alfréd Rényi, mit denen sie auch eng zusammenarbeitete. Nach ihrer Habilitation war sie Professorin an der Universität Budapest und ab 1987 Forschungsprofessorin am Institut für Mathematik der Ungarischen Akademie der Wissenschaften (Alfréd-Rényi-Institut). Vera Sós war seit 1952 mit dem Mathematiker Pál Turán (1910–1976) verheiratet, mit dem sie zwei Kinder hatte.
1957 bewies sie den „Drei-Abstands-Satz“ nach einer Vermutung von Hugo Steinhaus: Man betrachte die ersten {\displaystyle n} ganzzahligen Vielfachen einer irrationalen Zahl modulo 1. Die im Einheitsintervall durch die Punkte gebildeten Streckenabschnitte haben höchstens drei verschiedene Längen.
Zu ihren Doktoranden gehörte László Babai (1975, gemeinsam mit Pál Turán). 2002 gab sie mit anderen eine Auswahl der Arbeiten von Paul Erdős heraus.
1985 wurde sie korrespondierendes und 1990 Vollmitglied der Ungarischen Akademie der Wissenschaften. Sie war ab 1995 auch korrespondierendes Mitglied der Österreichischen Akademie der Wissenschaften. 2013 wurde sie zum Mitglied der Academia Europaea gewählt.
Vera Sós verstarb am 22. März 2023 im Alter von 92 Jahren.

## Schriften
- als Herausgeberin mit Paul Erdős, Alfréd Rényi: Combinatorial theory and its Applications (= Colloquia Mathematica Societatis János Bolyai. 4). 3 Bände. North Holland, Amsterdam u. a. 1970, ISBN 0-7204-2037-7 (Konferenz in Balatonfüred, August 1969).
- als Herausgeberin mit László Lovász: Algebraic methods in graph theory (= Colloquia Mathematica Societatis János Bolyai. 25). 2 Bände. North Holland, Amsterdam u. a. 1981, ISBN 0-444-85442-8 (Konferenz in Szeged, August 1978).
- als Herausgeberin mit Ervin Győri: Recent trends in Combinatorics. The legacy of Paul Erdős. Cambridge University Press, Cambridge u. a. 2001, ISBN 0-521-80170-2 (Konferenz in Mátraháza, Oktober 1995).

## Verweise
1. ↑  Elhunyt T. Sós Vera matematikus, az MTA rendes tagja. Nachruf. In: mta.hu. Magyar Tudományos Akadémia, 22. März 2023, abgerufen am 24. März 2023 (ungarisch).
2. ↑  Zusammen bewiesen sie den „Freundschaftssatz“: Wenn in einem endlichen Graphen jeweils zwei Knoten genau einen gemeinsamen Nachbarn haben, gibt es einen Knoten, der mit allen anderen verbunden ist.
3. ↑  Sós: On the theory of diophantine approximations. I1 (on a problem of A. Ostrowski). In: Acta Mathematica Academiae Scientiarum Hungarica. Band 8, Nr. 3/4, 1957, ISSN 0001-5954, S. 461–472, doi:10.1007/BF02020329; Sós: On the distribution mod 1 of the sequence {\displaystyle n\alpha }. In: Annales Universitatis Scientiarum Budapestinensis de Rolando Eötvös nominatae. Sectio Mathematica. Band 1, 1958, ISSN 0524-9007, S. 127–134, (Digitalisat). Diskutiert in Donald E. Knuth: The Art of Computer Programming. Band 3: Sorting and Searching. 2nd edition. Addison-Wesley, Upper Saddle River NJ u. a. 2003, ISBN 0-201-89685-0, S. 511, mit dem Beweis als Übungsaufgabe S. 543 (der Knuth’schen Schwierigkeitsbewertung M 34, das heißt auf der logarithmischen Skala zwischen M 30 (zwei Stunden) und M 40 (Semesterprojekt)).
4. ↑  Demonstration des Theorems bei Wolfram Research.

| Personendaten    | Personendaten                        |
| ---------------- | ------------------------------------ |
| NAME             | Sós, Vera T.                         |
| ALTERNATIVNAMEN  | Sós, Vera Turán (vollständiger Name) |
| KURZBESCHREIBUNG | ungarische Mathematikerin            |
| GEBURTSDATUM     | 11. September 1930                   |
| GEBURTSORT       | Budapest                             |
| STERBEDATUM      | 22. März 2023                        |